# Campionato Sammarinese 1987-1988

## Classifica
|                       |     | Classifica 1987-88 | Pt | G  | V  | N | P  | GF | GS | DR  |
| --------------------- | --- | ------------------ | -- | -- | -- | - | -- | -- | -- | --- |
| San Marino (bandiera) | 1.  | Tre Fiori          | 25 | 18 | 11 | 3 | 4  | 27 | 14 | +13 |
|                       | 2.  | Folgore            | 23 | 18 | 10 | 3 | 5  | 27 | 15 | +12 |
|                       | 3.  | Faetano            | 21 | 18 | 8  | 5 | 5  | 31 | 20 | +11 |
|                       | 4.  | Libertas           | 20 | 18 | 8  | 4 | 6  | 34 | 26 | +8  |
|                       | 5.  | Domagnano          | 19 | 18 | 5  | 9 | 4  | 27 | 27 | 0   |
|                       | 6.  | La Fiorita         | 18 | 18 | 6  | 6 | 6  | 24 | 25 | -1  |
|                       | 7.  | Dogana             | 18 | 18 | 6  | 6 | 6  | 18 | 25 | -7  |
|                       | 8.  | Montevito          | 16 | 18 | 4  | 8 | 6  | 17 | 21 | -4  |
|                       | 9.  | Murata             | 14 | 18 | 3  | 8 | 7  | 23 | 26 | -3  |
|                       | 10. | Cailungo           | 5  | 18 | 1  | 3 | 14 | 17 | 43 | -26 |

## Play-off
Ai play-off si qualificano le prime quattro squadre del girone e le due promosse della serie A2.
- Primo Turno: ci partecipano la terza e la quarta classificata contro le due promosse

A)  Libertas -  Virtus 5 - 1
B)  Faetano -  San Giovanni 0 - 0 (6 - 7 dc)
- Secondo Turno: si sfidano tra di loro i perdenti del primo turno e i vincitori del primo turno.

C)  Virtus -  Faetano 4 - 3  Faetano eliminato con due sconfitte
D)  Libertas -  San Giovanni 3 - 2
- Terzo Turno: si sfidano tra loro le squadre che hanno perso almeno una partita e la seconda classificata contro il vincitore dell'altra partita del secondo turno.

E)  Virtus -  San Giovanni 1 - 0   San Giovanni eliminato con due sconfitte
F)  Folgore -  Libertas 1 - 1 (4 - 5 dcr)
- Quarto Turno
  - Si sfidano tra loro le squadre che hanno perso almeno una partita e la prima classificata contro la vincente dell'altra partita del terzo turno. In quest'ultima chi vince approda in finale, chi perde in semifinale contro la vincente dell'altra partita.

G)  Folgore -  Virtus 1 - 2   Folgore Falciano eliminato con due sconfitte
H)  Tre Fiori -  Libertas 2 - 0
- Semifinale

I)  Libertas -  Virtus 0 - 0 (7 - 8 dcr)
- Finale:

L)   Tre Fiori -  Virtus 3 - 3 (6 - 5 dcr)